# Partyraiser
DJ Partyraiser (pravo ime: Wesley van Swol) je nizozemski producent i DJ koji većinom producira hardcore/gabber, darkcore i terrorcore glazbu.
Svoje djelovanje je započeo 1993. 1998., zajedno s Bartom Revierom iz Endymiona, snimio je svoju prvu vinilnu ploču (A New World Order) koja je objavljena u diskografskoj kući Dutch Gabber Network Records. 2004. i 2005., Partyraiser postaje ludo popularan u Nizozemskoj. Organizirao je događaje "One Man // Half Machine Project" (2006.) i "One Man // Half Machine Project 2" (2007.), oboje u Borchland Hallen dvorani u Amsterdamu. Također je održavao festival 2007. godine u sportskoj areni "Ahoy Rotterdam".

## Diskografija

### Albumi
- 1997. - A New World Order
- 2005. - One Man // Half Machine
- 2005. - This Is The Future
- 2006. - Harder Dan De Rest
- 2006. - Here I Cum
- 2006. - Hoodoo EP
- 2006. - Nitromethane EP
- 2007. - Assassins Remixes
- 2007. - Beter Kom Je Niet - Mixed By Partyraiser And Tha Vizitor
- 2007. - One Man // Half Machine Project 2
- 2008. - Focking Niet Normaal!
- 2008. - Machine City
- 2009. - Time To Raise The Party

### Videografija
- 2007. - One Man // Half Machine Project 2 (DVD)
- 2008. - The Ultimate Solo Conflict (DVD)

## Vanjske poveznice
- Službena stranica
- Partyraiser diskografija
- Partyraiser na Partyflocku